# Створіння світла, створіння темряви
Створіння світла, створіння темряви (англ. Creatures of Light and Darkness) — виданий 1969 року науково-фантастичний роман американського письменника Роджера Желязни. Перевидання сталося лише 2010 року. Дія роману розгортається в далекому майбутньому, коли люди населяють багато світів. Більшість діючих осіб розпоряджаються силами божественних масштабів, таких означено іменами та аспектами божеств давньоєгипетського пантеону. Змішування елементів жахів, високих технологій та впізнаваних ступенів розвитку суспільства дещо нагадує кіберпанк.
Створіння світла, створіння темряви було замислено й написано Роджером Желязни лише як задачу на майбутнє. Він написав текст в теперішньому часі, одна із глав містила лише поезію, а в останній було викладення роману у вигляді сценарію. Він не планував публікувати текст, але коли Семюел Ділейні дізнався про цей текст від Роджера Желязни, то переконав редакторів видавництва Даблдей добути рукопис. Тому Желязни присвятив роман Ділейні, «просто так» (англ. just because).
На відміну від інших творів Желязни, таких як Володар світла  чи серія Хроніки Амбера, цей роман більшою мірою поетичний і меншою мірою пригодницький. Але, як і в інших своїх романах, Желязни інкорпорує давні міфи, цього разу єгипетські і грецькі, інтегруючи їх із ультра-футуристичними технологіями.

## Короткий опис сцени дії
Умови в Серединних світах, заселених живими істотами, контролюються високотехнологічними станціями. Вони називаються Дім Мертвих, Дім Життя, Дім Вогню тощо, й кожна з них проєктує на Світи відповідну енергію, що дозволяє гармонійний контроль. Бог Тот керує станціями. З часом він передає керування своїм «ангелам», щоб вивільнити сили на пошуки й дослідження.
В пошуках на віддаленій планеті Тот пробуджує невідому сутність. Її називають Те, Що Голосить Уночі; енергії станцій нездатні їй зашкодити й лише зміцнюють її, а сама вона виявляється ладною поглинути Серединні світи. Одні ангели допомагають Тоту в битві з нею, інші завдають підступного удару в спину. Між тими, хто залишився, починається війна за панування, а тим часом Тот зв'язаний боротьбою з Тим, Що Голосить Уночі, і без прибічників не може втрутитися. Зрештою із кількох станцій залишаються лише дві, Дім Мертвих та Дім Життя. Серединні світи тепер контролюються лише хвилями життя й смерті. Частина ангелів, що вижили, змішалася з людями Серединних світів як таємничі «безсмертні», а Осіріс та Анубіс посіли Дім Життя та Дім Смерті відповідно. І ось вони планують черговий, найкраще підготовлений і небезпечний, замах на Тота, знаного наразі як Принц, Який Був Тисячею. Але не всі ангели з тих, кого вважали загиблими, загинули насправді…

## Молитва агностика
| Наскільки мене може почути щось, зацікавлене чи ні в тому, що я скажу, я прошу, якщо це має сенс, щоб тобі було пробачено будь-що, що ти зробив чи не зміг зробити, що потребує пробачення. Навпаки, якщо не пробачення, а щось інше може знадобитися для гарантування тобі будь-яких можливих переваг, в яких може виникнути потреба по знищенні твого тіла, я прошу, щоб воно, чим би воно не було, було надано чи утримано, залежно від обставин, в такий спосіб, щоб гарантувати тобі отримання вказаних переваг. Я прошу про це з моєю компетенцією твого обраного посередника між тобою й тим, що може тобою не бути, але може бути зацікавленим в отриманні тобою настільки багатьох цих переваг, наскільки це для тебе можливо, і яке може бути певним чином піддано впливу цієї церемонії. Амінь. | Insofar as I may be heard by anything, which may or may not care what I say, I ask, if it matters, that you be forgiven for anything you may have done or failed to do which requires forgiveness. Conversely, if not forgiveness but something else may be required to ensure any possible benefit for which you may be eligible after the destruction of your body, I ask that this, whatever it may be, be granted or withheld, as the case may be, in such a manner as to insure your receiving said benefit. I ask this in my capacity as your elected intermediary between yourself and that which may not be yourself, but which may have an interest in the matter of your receiving as much as it is possible for you to receive of this thing, and which may in some way be influenced by this ceremony. Amen. |

Цю молитву, також називану в тексті Ймовірно Правильною Передсмертною Літанією, читає один із персонажів, поет Мадрак.
Молитву агностика цитує Ларрі Нівен у своєму оповіданні «What Can You Say About Chocolate-Covered Manhole Covers» в якості таїнства при церемонії формального розлучення.

## Відгуки
Альгіс Будріс надав роману Створіння світла, створіння темряви надзвичайно позитивний відгук, відзначивши його "багату, приємну деталізацію та справді зворушливу взаємодію людей", з попередженням, що його незвичайна техніка оповіді "ймовірно, розчарує та розлютить" багатьох читачів. Джеймс Бліш, навпаки, знайшов роман "очевидною помилкою", попри те, що "Окремі частини хвилюють в автентичній та унікальній манері Желязни". Особливій критиці він піддав рішення автора завершити роман сценарним фрагментом, коли "дія абсолютно вимагає простої стандартної оповіді, для якої сценарій є найгіршим можливим вибором".

## Зовнішні посилання
- Створіння світла, створіння темряви в Internet Speculative Fiction Database (англ.)